# Canoa/kayak ai Giochi della XXXI Olimpiade - K2 500 metri femminile
La gara di velocità femminile K2, 500 metri, per Rio de Janeiro 2016 si è svolta alla Laguna Rodrigo de Freitas dal 15 al 16 agosto 2016.

## Regolamento della competizione
La competizione prevede due batterie di qualificazione, due semifinali e due finale. I primi classificati in ciascuna batteria di qualificazione accedono direttamente alla finale "A", mentre gli altri equipaggi accedono alle semifinali. Nel corso delle semifinali i primi tre clessificati accedono alla finale "A", nel corso della finale A si compete per le medaglie, mentre gli altri concorrono nella finale "B" al solo scopo di definire i piazzamenti.

## Programma
| Data                   | Ora        | Round               |
| ---------------------- | ---------- | ------------------- |
| Lunedì 15 agosto 2016  | 08:24 9:46 | Batterie Semifinali |
| Martedì 16 agosto 2016 | 8:16       | Finale              |

## Risultati
| FA | Qualificato in finale A (per le medaglie)                       |
| FB | Qualificato in finale B (non per le medaglie)                   |
| SF | Qualificato al turno successivo per posizione in qualificazione |

### Batterie

#### Batteria 1
| Pos. | Atleta                            | Paese         | Tempo    | Note |
| ---- | --------------------------------- | ------------- | -------- | ---- |
| 1    | Gabriella Szabó Danuta Kozák      | Ungheria      | 1'41"092 | FA   |
| 2    | Karolina Naja Beata Mikołajczyk   | Polonia       | 1'41"766 | SF   |
| 3    | Anastasija Todorova Inna Hryščun  | Ucraina       | 1'43"967 | SF   |
| 4    | Nadzeja Ljapeška Maryna Litvinčuk | Bielorussia   | 1'44"835 | SF   |
| 5    | Elena Anjušina Kira Stepanova     | Russia        | 1'45"906 | SF   |
| 6    | Genevieve Orton Kathleen Fraser   | Canada        | 1'46"148 | SF   |
| 7    | Alyssa Bull Alyce Burnett         | Australia     | 1'46"933 | SF   |
| 8    | Lani Belcher Angela Hannah        | Gran Bretagna | 1'53"948 | SF   |

#### Batteria 2
| Pos. | Atleta                              | Paese      | Tempo    | Note |
| ---- | ----------------------------------- | ---------- | -------- | ---- |
| 1    | Franziska Weber Tina Dietze         | Germania   | 1'42"184 | FA   |
| 2    | Wenjun Ren Qing Ma                  | Cina       | 1'44"491 | SF   |
| 3    | Natalya Sergeyeva Irina Podoinikova | Kazakistan | 1'45"369 | SF   |
| 4    | Amalie Thomsen Ida Villumsen        | Danimarca  | 1'46"246 | SF   |
| 5    | Nikolina Moldovan Milica Starović   | Serbia     | 1'46"410 | SF   |
| 6    | Yvonne Schuring Ana-Roxana Lehaci   | Austria    | 1'46"429 | SF   |
| 7    | Karin Johansson Sofia Paldanius     | Svezia     | 1'46"456 | SF   |

### Semifinali

#### Semifinale 1
| Pos. | Atleta                            | Paese       | Tempo    | Note |
| ---- | --------------------------------- | ----------- | -------- | ---- |
| 1    | Nadzeja Ljapeška Maryna Litvinčuk | Bielorussia | 1'42"285 | FA   |
| 2    | Anastasija Todorova Inna Hryščun  | Ucraina     | 1'43"363 | FA   |
| 3    | Alyssa Bull Alyce Burnett         | Australia   | 1'44"290 | FA   |
| 4    | Yvonne Schuring Ana-Roxana Lehaci | Austria     | 1'44"462 | FB   |
| 5    | Wenjun Ren Qing Ma                | Cina        | 1'44"780 | FB   |
| 6    | Nikolina Moldovan Milica Starović | Serbia      | 1'46"008 | FB   |

#### Semifinale 2
| Pos. | Atleta                              | Paese         | Tempo    | Note |
| ---- | ----------------------------------- | ------------- | -------- | ---- |
| 1    | Karolina Naja Beata Mikołajczyk     | Polonia       | 1'41"684 | FA   |
| 2    | Elena Anjušina Kira Stepanova       | Russia        | 1'42"439 | FA   |
| 3    | Natalya Sergeyeva Irina Podoinikova | Kazakistan    | 1'43"577 | FA   |
| 4    | Karin Johansson Sofia Paldanius     | Svezia        | 1'44"090 | FB   |
| 5    | Genevieve Orton Kathleen Fraser     | Canada        | 1'45"351 | FB   |
| 6    | Amalie Thomsen Ida Villumsen        | Danimarca     | 1'47"476 | FB   |
| 7    | Lani Belcher Angela Hannah          | Gran Bretagna | 1'49"285 | FB   |

### Finali

#### Finale B
| Pos. | Atleta                            | Paese         | Tempo    | Note |
| ---- | --------------------------------- | ------------- | -------- | ---- |
| 1    | Karin Johansson Sofia Paldanius   | Svezia        | 1'47"207 |      |
| 2    | Nikolina Moldovan Milica Starović | Serbia        | 1'48"146 |      |
| 3    | Yvonne Schuring Ana-Roxana Lehaci | Austria       | 1'48"834 |      |
| 4    | Amalie Thomsen Ida Villumsen      | Danimarca     | 1'48"846 |      |
| 5    | Genevieve Orton Kathleen Fraser   | Canada        | 1'49"389 |      |
| 6    | Wenjun Ren Qing Ma                | Cina          | 1'51"582 |      |
| 7    | Lani Belcher Angela Hannah        | Gran Bretagna | 1'54"193 |      |

#### Finale A
| Pos. | Atleta                              | Paese       | Tempo    | Note |
| ---- | ----------------------------------- | ----------- | -------- | ---- |
|      | Gabriella Szabó Danuta Kozák        | Ungheria    | 1'43"687 |      |
|      | Franziska Weber Tina Dietze         | Germania    | 1'43"738 |      |
|      | Karolina Naja Beata Mikołajczyk     | Polonia     | 1'45"207 |      |
| 4    | Anastasija Todorova Inna Hryščun    | Ucraina     | 1'45"868 |      |
| 5    | Elena Anjušina Kira Stepanova       | Russia      | 1'46"319 |      |
| 6    | Nadzeja Ljapeška Maryna Litvinčuk   | Bielorussia | 1'46"967 |      |
| 7    | Natalya Sergeyeva Irina Podoinikova | Kazakistan  | 1'48"361 |      |
| 8    | Alyssa Bull Alyce Burnett           | Australia   | 1'51"915 |      |